# Championnat du monde de Scrabble duplicate par paires
Le Championnat du monde de Scrabble duplicate par paires est disputé depuis 1975 et est ouvert à tous les licenciés de la FISF. Les joueurs forment des équipes de deux joueurs pour disputer 4 parties en 2 minutes par coup, à l'issue desquelles les 20 premières paires, accompagnées des 5 premières paires Junior et des 5 premières paires Vermeil disputent 2 parties supplémentaires en 1 minute par coup. À l'issue des 6 parties, la paire qui a marqué le plus de points est déclarée championne du monde. 

## Palmarès

### Les années 1975 à 1999
| Année | Joueurs               | Joueurs                 | Pays              |
| ----- | --------------------- | ----------------------- | ----------------- |
| 1975  | Marie Van Gysel       | Maurice-André Van Gysel | Belgique          |
| 1976  | André Van Buggenhout  | Nadine Wantens          | Belgique          |
| 1977  | Pierre Desmoulins     | Claude Saint-Jean       | France            |
| 1978  | Jean-Louis Luyten     | Marc Selis              | Belgique          |
| 1979  | Georges Lavigne       | Yvon Renson             | Belgique          |
| 1980  | Serge Kourotchkine    | Vincent Labbé           | France            |
| 1981  | Rolland Nino          | Michel Raineri          | France            |
| 1982  | Didier Clerc          | Michel Duguet           | France            |
| 1983  | Thierry Dellac        | Michel Duguet           | France            |
| 1984  | Bernard Caro          | Frank Delol             | France            |
| 1985  | Michel Duguet         | Benjamin Hannuna        | France            |
| 1986  | Michel Duguet         | Paul Levart             | France            |
| 1987  | Eddy Clauwaert        | Hervé Mollard           | Belgique / France |
| 1988  | Michel Duguet         | Paul Levart             | France            |
| 1989  | Claude Del            | Didier Roques           | France            |
| 1990  | Thierry Chincholle    | Marc Treiber            | France            |
| 1991  | Jean-Pierre Hellebaut | Christian Pierre        | Belgique          |
| 1992  | Guy de Bruyne         | Paul Levart             | Belgique / France |
| 1993  | Bruno Bloch           | Jean-François Déron     | France            |
| 1994  | Aurélien Kermarrec    | Jean-François Lachaud   | France            |
| 1995  | Aurélien Kermarrec    | Jean François Lachaud   | France            |
| 1996  | Nicolas Grellet       | Franck Maniquant        | France            |
| 1997  | Florian Lévy          | Marc Treiber            | France            |
| 1998  | Nicolas Grellet       | Franck Maniquant        | France            |
| 1999  | Nicolas Grellet       | Franck Maniquant        | France            |

### 2000 (Paris, France - top: 5731)
| Rang |                                 | Score |         |
| 1    | Arona Gaye - Ndongo Samba Sylla | 5722  | Sénégal |
| 2    | Fabrice Bouvier - Fabien Fontas | 5713  | France  |
| 3    | Florian Lévy - Marc Treiber     | 5713  | France  |

### 2001 (La Rochelle, France - top: 5411)
| Rang |                                 | Score |                   |
| 1    | Fabien Fontas - Antonin Michel  | 5406  | France            |
| 2    | Florian Lévy - Marc Treiber     | 5383  | France            |
| 3    | Thierry Boisard - Guy de Bruyne | 5370  | France / Belgique |

### 2002 (Montréal, Québec - top: 5810)
| Rang |                                            | Score |                   |
| 1    | Anthony Clémenceau - Jean-François Lachaud | 5805  | France            |
| 2    | Arona Gaye - Ndongo Samba Sylla            | 5803  | Sénégal           |
| 3    | Franck Maniquant - Christian Pierre        | 5787  | France / Belgique |

### 2003 (Liège, Belgique - top: 5252)
| Rang |                                      | Score |          |
| 1    | Christophe Leguay - Franck Maniquant | 5242  | France   |
| 2    | Christian Pierre - Eric Vennin       | 5236  | Belgique |
| 3    | Arona Gaye - Ndongo Samba Sylla      | 5223  | Sénégal  |

### 2004 (Marrakech, Maroc - top: 5501)
| Rang |                                    | Score |                   |
| 1    | Philippe Lorenzo - Antonin Michel  | 5499  | France            |
| 2    | Thierry Chincholle - Paul Fraiteur | 5495  | France / Belgique |
| 3    | Anthony Clémenceau - Florian Lévy  | 5490  | France            |

### 2005 (Neuchâtel, Suisse - top: 5546)
| Rang |                                    | Score |                   |
| 1    | Alain Jacques - Antonin Michel     | 5545  | France            |
| 2    | Jean-Luc Dives - Philippe Ruche    | 5543  | Belgique          |
| 3    | Dominique Le Fur - Jérôme Le Maire | 5524  | France / Belgique |

### 2006 (Tours, France - top: 5788)
| Rang |                                     | Score |                 |
| 1    | Anthony Clémenceau - Antonin Michel | 5783  | France          |
| 2    | Hugo Delafontaine - Arnaud Doré     | 5777  | Suisse / France |
| 3    | Aurélien Delaruelle - Florian Lévy  | 5775  | France          |

### 2007 (Québec, Québec - top: 5659)
| Rang |                                        | Score |                 |
| 1    | Mactar Sylla - Ndongo Samba Sylla      | 5645  | Sénégal         |
| 2    | Thierno Amadou Diallo - Didier Kadima  | 5644  | Québec          |
| 3    | Pascal Fritsch - Jean-Pierre Hellebaut | 5634  | France / Suisse |

### 2008 (Dakar, Sénégal - top: 5681)
| Rang |                                       | Score |          |
| 1    | Dominique Le Fur - Christian Martin   | 5664  | France   |
| 2    | Eric Pasquinet - Jérome Romanens      | 5656  | France   |
| 3    | Guy de Bruyne - Cédric Van den Borren | 5648  | Belgique |

### 2009 (Mons, Belgique - top: 5657)
| Rang |                                       | Score |                 |
| 1    | Florian Lévy - Hugo Delafontaine      | 5654  | France / Suisse |
| 2    | Laurent Loubière - Thierry Chincholle | 5637  | France          |
| 3    | Pierre-Claude Singer - Gérard Boccon  | 5622  | France          |

### 2010 (Montpellier, France - top: 5424)
Le titre s'est joué au départage, au troisième coup des prolongations.
| Rang |                                       | Score |                 |
| 1    | Hugo Delafontaine - Fabien Fontas     | 5417  | Suisse / France |
| 2    | Étienne Budry - Eugénie Michel        | 5417  | France          |
| 3    | Thierry Chincholle - Laurent Loubière | 5413  | France          |

### 2011 (Montreux, Suisse - top: 5901)
| Rang |                                   | Score |          |
| 1    | Louis Eggermont - Paul Fraiteur   | 5898  | Belgique |
| 2    | Bernard Caro - Thierry Chincholle | 5897  | France   |
| 2    | Luc Maurin - Antonin Michel       | 5897  | France   |

### 2012 (Montauban, France - top: 5832)
| Rang |                                    | Score |                 |
| 1    | Luc Maurin - Antonin Michel        | 5832  | France          |
| 2    | David Bovet - Fabien Fontas        | 5830  | Suisse / France |
| 2    | Ousmane Dieng - Ndongo Samba Sylla | 5830  | Sénégal         |

### 2013 (Rimouski, Québec - top: 5709)
| Rang |                                       | Score |                   |
| 1    | Benoît Delafontaine - Frank Maniquant | 5705  | Suisse / France   |
| 2    | Kévin Meng - Romain Santi             | 5700  | Suisse / Belgique |
| 2    | David Bovet - Fabien Leroy            | 5699  | Suisse / France   |

### 2014 (Aix-les-Bains, France - top: 5830)
| Rang |                                       | Score |                   |
| 1    | Benoît Delafontaine - Frank Maniquant | 5827  | Suisse / France   |
| 2    | Hugo Delafontaine - Guillaume Lecut   | 5824  | Suisse / France   |
| 3    | André Tricnaux - Romain Santi         | 5823  | Belgique / France |
| 3    | Thierry Chincholle - Laurent Loubière | 5823  | France            |

### 2015 (Louvain-la-Neuve, Belgique - top: 5459)
| Rang |                                       | Score |                 |
| 1    | Benoît Delafontaine - Frank Maniquant | 5456  | Suisse / France |
| 2    | Ousmane Dieng - N'Dongo Samba Sylla   | 5443  | Sénégal         |
| 3    | Marc Bruyère - Samson Tessier         | 5439  | France          |

### 2016 (Agadir, Maroc - top: 5479)
| Rang |                                   | Score |         |
| 1    | Mactar Sylla - Ndongo Samba Sylla | 5471  | Sénégal |
| 2    | Marc Bruyère - Samson Tessier     | 5469  | France  |
| 3    | Serge Emig - Benjamin Valour      | 5461  | France  |

### 2017 (Martigny, Suisse - top: 5077)
| Rang |                                       | Score |                           |
| 1    | Hervé Bohbot - Nigel Richards         | 5077  | France / Nouvelle-Zélande |
| 2    | Philippe Ruche - Romain Santi         | 5077  | Belgique                  |
| 3    | Thierry Chincholle - Laurent Loubière | 5077  | France                    |

Les trois premières paires ayant fait les six parties au top, une partie à élimination directe (les six premiers coups à une minute par coup, ensuite 40 secondes par coup) les a départagées, sacrant la paire Hervé Bohbot - Nigel Richards.

### 2018 (Tremblant, Québec - top: 5658)
| Rang |                                       | Score |                           |
| 1    | Hervé Bohbot - Nigel Richards         | 5658  | France / Nouvelle-Zélande |
| 2    | Olivier Bernardin - Hugo Delafontaine | 5656  | Québec / Suisse           |
| 3    | Philippe Ruche - Romain Santi         | 5654  | Belgique / France         |

### 2019 (La Rochelle, France - top: 5479)
| Rang |                                            | Score |                           |
| 1    | Hervé Bohbot - Nigel Richards              | 5478  | France / Nouvelle-Zélande |
| 2    | Benoit Delafontaine - Gaston Jean-Baptiste | 5475  | Suisse / France           |
| 3    | David Bovet - Marc Bruyère                 | 5473  | Suisse / France           |

### 2020
La compétition a été annulée à cause de la pandémie de covid-19.

### 2021 (Aix-les-Bains, France - top: 5526)
| Rang |                                      | Score |                   |
| 1    | Fabien Leroy - Francis Leroy         | 5526  | France / France   |
| 2    | Simon Barbier - Gaston Jean-Baptiste | 5524  | France / France   |
| 2    | Philippe Ruche - Samson Tessier      | 5524  | Belgique / France |

### Nombre de titres par joueur
| Rang | Joueur                | Pays             | 1re place | 2e place | 3e place |
| ---- | --------------------- | ---------------- | --------- | -------- | -------- |
| 1    | Franck Maniquant      | France           | 7         | 1        | 2        |
| 2    | Antonin Michel        | France           | 5         | 3        | 1        |
| 3    | Michel Duguet         | France           | 5         | 1        | 0        |
| 4    | Hugo Delafontaine     | Suisse           | 3         | 3        | 0        |
| 5    | Ndongo Samba Sylla    | Sénégal          | 3         | 2        | 2        |
| 6    | Jean-François Lachaud | France           | 3         | 1        | 2        |
| 7    | Nicolas Grellet       | France           | 3         | 1        | 1        |
| 8    | Benoît Delafontaine   | Suisse           | 3         | 1        | 0        |
| 9    | Paul Levart           | France           | 3         | 0        | 1        |
| 10   | Hervé Bohbot          | France           | 3         | 0        | 0        |
|      | Nigel Richards        | Nouvelle-Zélande | 3         | 0        | 0        |

### Nombre de titres par pays
| Rang |                                  | Score |  |
| 1    | France                           | 63    |  |
| 2    | Belgique                         | 14    |  |
| 3    | Sénégal                          | 6     |  |
| 4    | Suisse                           | 5     |  |
| 5    | Nouvelle-Zélande                 | 3     |  |
| 6    | République démocratique du Congo | 1     |  |

## Champions par catégorie d'âge
En plus du titre "toutes catégories", il y a deux titres de Champions du monde de scrabble duplicate par paires selon des catégories d'âge :
- Junior (jusqu'à 18 ans).
- Ainés (plus de 63 ans).

### Juniors
| Année | Joueurs                | Joueurs                 | Pays            |
| ----- | ---------------------- | ----------------------- | --------------- |
| 1996  | Simon Lambert          | Julien Wolsey           | Belgique        |
| 1997  | Guillaume Fortin       | Amélie Lauzon           | Québec          |
| 1998  | Guillaume Fortin       | Charles-Étienne Beaudry | Québec          |
| 1999  | Guillaume Fortin       | Olivier Gaston          | Québec / France |
| 2000  | Arnaud Conty           | Romain Santi            | France          |
| 2001  | Cheikh Yatt Diouf      | Mactar Sylla            | Sénégal         |
| 2002  | Benoît Delafontaine    | Mélodie Félez           | Suisse / France |
| 2003  | Nicolas Bonnamour      | Alain Dubreuil          | France          |
| 2004  | Hugo Delafontaine      | Guillaume Lecut         | Suisse / France |
| 2005  | Hugo Delafontaine      | Romain Santi            | Suisse / France |
| 2006  | Hugo Delafontaine      | Arnaud Doré             | Suisse / France |
| 2007  | David Bovet            | Jean-Baptiste Guillet   | Suisse          |
| 2008  | Sullivan Delanoë       | Julien Dubreuil         | France          |
| 2009  | Kévin Meng             | Francis Desjardins      | Suisse / Québec |
| 2010  | Kévin Meng             | Tiphaine Boiron         | Suisse / France |
| 2011  | Kévin Meng             | Samson Tessier          | Suisse / France |
| 2012  | Kévin Meng             | Samson Tessier          | Suisse / France |
| 2013  | Jean-Baptiste Dreveton | Gaston Jean-Baptiste    | France          |
| 2014  | Neil Clow              | Simon Valentin          | France          |
| 2015  | Neil Clow              | Simon Valentin          | France          |
| 2016  | Erwan Bernard          | Antoine Blondel         | France          |
| 2017  | Antonin Aubry          | Quentin Mallegol        | France          |
| 2018  | Raphaël Allagnat       | Corentin Tournedouet    | France          |
| 2019  | Etienne Leduc          | Corentin Tournedouet    | Québec / France |

#### Nombre de titres par joueur
| Rang | Joueur               | Pays   |   |
| ---- | -------------------- | ------ | - |
| 1    | Kévin Meng           | Suisse | 4 |
| 2    | Hugo Delafontaine    | Suisse | 3 |
|      | Guillaume Fortin     | Québec | 3 |
| 4    | Neil Clow            | France | 2 |
|      | Romain Santi         | France | 2 |
|      | Samson Tessier       | France | 2 |
|      | Corentin Tournedouet | France | 2 |
|      | Simon Valentin       | France | 2 |

### Ainés
| Année | Joueurs          | Joueurs           | Pays              |
| ----- | ---------------- | ----------------- | ----------------- |
| 2000  | Jacques Delannoy | Bernard Grellet   | France            |
| 2001  | Jacques Delannoy | Bernard Grellet   | France            |
| 2002  | Jacques Delannoy | Roland Blatter    | France / Suisse   |
| 2003  | Georges Lavigne  | Alain Viseux      | Belgique / France |
| 2004  | Alain Baumann    | Philippe Diringer | France            |
| 2005  | Georges Lavigne  | Alain Viseux      | Belgique / France |
| 2006  | Guy Dessard      | Michel Pialat     | France            |
| 2007  | Michel Onillon   | Robert Springer   | France            |
| 2008  | Michel Onillon   | Robert Springer   | France            |
| 2009  | Michel Onillon   | Robert Springer   | France            |
| 2010  | Jacques Delannoy | Bernard Grellet   | France            |
| 2011  | Marc Noël        | Raymond Peeters   | Belgique          |
| 2012  | Michel Onillon   | Robert Springer   | France            |
| 2013  | Michel Onillon   | Robert Springer   | France            |
| 2014  | Marc Noël        | Françoise Bury    | Belgique          |
| 2015  | Marc Noël        | Françoise Bury    | Belgique          |
| 2016  | Guy Dessard      | Michel Onillon    | Belgique / France |
| 2017  | Michel Onillon   | Robert Springer   | France            |
| 2018  | Yves Brenez      | Guido Pollet      | Belgique          |
| 2019  | Gérard Kulik     | Régis Marczak     | France            |

#### Nombre de titres par joueur
| Rang | Joueur           | Pays     |   |
| ---- | ---------------- | -------- | - |
| 1    | Michel Onillon   | France   | 7 |
| 2    | Robert Springer  | France   | 6 |
| 3    | Jacques Delannoy | France   | 4 |
|      | Bernard Grellet  | France   | 4 |
| 5    | Marc Noël        | Belgique | 3 |
| 6    | Françoise Bury   | Belgique | 2 |
|      | Dessard          | France   | 2 |
|      | Lavigne          | Belgique | 2 |
|      | Alain Viseux     | France   | 2 |